# Alejandro Villalobos
Alejandro Villalobos Muñoz (ur. 1 kwietnia 1974 w Leónie) – meksykański piłkarz występujący najczęściej na pozycji lewego pomocnika.

## Kariera klubowa
Villalobos jest wychowankiem Tigres UANL, w którego seniorskich barwach zadebiutował 8 sierpnia 1998 w spotkaniu z Chivas (2:2). Po czterech latach odszedł do Querétaro. Po dwóch sezonach został zawodnikiem Irapuato, a później Tecos UAG. W 2006 roku na krótko powrócił do Querétaro, aby już po kilku miesiącach zasilić swój były klub – Tigres UANL. Tutaj, nie mając szans na grę w podstawowym składzie, był wypożyczany do drugoligowego Dorados de Sinaloa i pierwszoligowej Puebli.

### Statystyki klubowe
| Klub        | Sezon             | Rozgrywki                  | Liga    | Liga | Play-offy | Play-offy |
| Klub        | Sezon             | Rozgrywki                  | Występy | Gole | Występy   | Gole      |
| ----------- | ----------------- | -------------------------- | ------- | ---- | --------- | --------- |
| Tigres UANL | Bicentenario 2010 | Primera División de México | 1       | 0    | -         | -         |
| Tigres UANL | Apertura 2009     | Primera División de México | 8       | 0    | -         | -         |
| Puebla      | Clausura 2009     | Primera División de México | 4       | 0    | 0         | 0         |
| Dorados     | Apertura 2008     | Primera A                  | ?       | ?    | ?         | ?         |
| Tigres UANL | Clausura 2008     | Primera División de México | 0       | 0    | -         | -         |
| Tigres UANL | Apertura 2007     | Primera División de México | 3       | 0    | -         | -         |
| Querétaro   | Clausura 2007     | Primera División de México | 14      | 0    | -         | -         |
| Querétaro   | Apertura 2006     | Primera División de México | 16      | 1    | -         | -         |
| Tecos UAG   | Clausura 2006     | Primera División de México | 15      | 0    | -         | -         |
| Tecos UAG   | Apertura 2005     | Primera División de México | 16      | 1    | 2         | 0         |
| Tecos UAG   | Clausura 2005     | Primera División de México | 16      | 0    | 6         | 0         |
| Tecos UAG   | Apertura 2004     | Primera División de México | 9       | 0    | -         | -         |
| Irapuato    | Clausura 2004     | Primera División de México | 4       | 0    | -         | -         |
| Irapuato    | Apertura 2003     | Primera División de México | 11      | 0    | -         | -         |
| Querétaro   | Clausura 2003     | Primera División de México | 19      | 0    | -         | -         |
| Querétaro   | Apertura 2002     | Primera División de México | 9       | 0    | -         | -         |
| Tigres UANL | Verano 2002       | Primera División de México | 0       | 0    | 0         | 0         |
| Tigres UANL | Invierno 2001     | Primera División de México | 0       | 0    | 0         | 0         |
| Tigres UANL | Verano 2001       | Primera División de México | 1       | 0    | 0         | 0         |
| Tigres UANL | Invierno 2000     | Primera División de México | 0       | 0    | -         | -         |
| Tigres UANL | Verano 2000       | Primera División de México | 7       | 0    | -         | -         |
| Tigres UANL | Invierno 1999     | Primera División de México | 8       | 1    | -         | -         |
| Tigres UANL | Verano 1999       | Primera División de México | 13      | 1    | -         | -         |
| Tigres UANL | Invierno 1998     | Primera División de México | 12      | 0    | -         | -         |